# 内山珠希
内山 珠希（うちやま たまき、1999年〈平成11年〉6月1日 - ）は、日本の女優、モデル、アイドル、女性アイドルグループ「ハコイリ♡ムスメ」の元メンバー。
千葉県出身。ボックスコーポレーションに所属していた。

## 略歴
2009年：キッズオンライン社主催の国内最大規模キッズファッションショー「TTKC」オーディションを勝ち抜き出演。その後も４年連続出演し、キッズオンライン専属「ガルマーモデル」2期生に抜擢。ブランド専属モデル「ZIDDY」「RONI」「BANANACHIPS」にて活躍。
雑誌「ニコ☆プチ」「JSガール」のモデルとしても活躍。その他多くのファッションショー、イベントに出演。
2010年：スカウトにより芸能プロダクション「ボックスコーポレーション」に所属。
2012年12月：ドラマデザイン社プロデュース公演「The Night Of Christmouse〜クリスマウスの夜〜」で事務所内最年少で初舞台。
2013年：同社主催のAI（Actress Incubation-女優養成プロジェクト-）2期生として参加し、ショートムービー数作品に出演。
2014年6月：同事務所に所属する門前亜里、小松もか、神岡実希、鉄戸美桜、菅沼もにか、我妻桃実の7人でアイドルグループ「ハコイリ♡ムスメ」を結成し、1期生として活動。メジャーデビューを経て多くのライブ、イベント、テレビ番組等に出演。
2016年3月20日の定期公演をもって「ハコイリ♡ムスメ」を卒業、および芸能界を引退した。

## 人物
佐藤麗奈（元アイドリング!!!34号、マジカル・パンチライン）と同期。
自己紹介のキャッチフレーズは「見た目は大人、中身は子供」。小松は、「初めて会った時は小学生だったが、既に箱から出ていた（箱入り娘らしくない）」と述懐している。また、「Love Peace World」(LPW)が決め台詞で、2015年7月発売曲「夏に急かされて」のリリックにも使われている。

## 出演

### 舞台
- The Night Of Christmouse〜クリスマウスの夜〜（2012年12月12日 - 16日、新宿シアターモリエール） - あんず 役
- FAB FIVE THE MUSICAL 2014（2014年11月6日 - 12月4日） - 二階堂絵美里 役
秋田公演／2014年11月6日 - 7日、秋田県 能代市文化会館 - 3公演
長野公演／2014年11月19日 - 20日、長野県 佐久市コスモホール - 3公演

### 映画
- Starting Over（第27回東京国際映画祭・日本映画スプラッシュ部門正式招待作品）
- 『砂糖菓子の弾丸は撃ちぬけない』（桜庭一樹による日本の青春小説）- 主演　海野藻屑 役

### ドラマ
ABCローカル連続ドラマ「チア☆ドル」2015年10月17日～放送
『チア☆ドル』は、朝日放送で2015年10月18日～12月20日迄、毎週日曜0:45-1:15に「エビシーラボ」の枠内で放送されたテレビドラマである。地上波のほか、ニコニコ動画「ニコニコチャンネル」でも関西ローカルでの放送後、配信された。

### ライブ・イベント
- ハコイリ♡ムスメ 2ndコンサート〜癒やしとやすらぎとトキメキの世界へ〜（2019年7月28日、ニッショーホール）
- 「ぽにょのともだち100人できるかな？Vol.3」（2019年12月19日、阿佐ヶ谷ロフトA）